# واين دنيس
واين دنيس هو لاعب كرة القدم الكندية كندي، ولد في 23 يوليو 1940 في فانكوفر في كندا.